# Captain Toad: Treasure Tracker
Captain Toad: Treasure Tracker (進め! キノピオ隊長?, Susume! Kinopio-taichō) è un videogioco a piattaforme sviluppato da Nintendo per Wii U, spin-off della serie di videogiochi Super Mario e parte del più grande franchise di Mario. Il gioco è basato su una serie di mini giochi "Le avventure di Capitan Toad" apparsa all'interno di Super Mario 3D World ed è il primo titolo ad avere protagonista Capitan Toad, capitano della Truppa Toad debuttato in Super Mario Galaxy come personaggio secondario. Il gioco è uscito in Giappone il 13 novembre del 2014, mentre in Nord America è disponibile dal 5 dicembre dello stesso anno e in Europa è arrivato il 2 gennaio del 2015. In Italia invece è disponibile dal 9 gennaio.
Nel Nintendo Direct dell'8 marzo 2018 sono state annunciate delle riedizioni: una per Nintendo 3DS e l'altra per Nintendo Switch, con l'aggiunta di 4 livelli ambientati a Tostalandia del Regno delle Sabbie, a New Donk City del Regno della City, alle Rapide Fossili del Regno delle Cascate e al Monte Vulcanbon del Regno dei Fornelli, provenienti da Super Mario Odyssey a entrambe le versioni. Le riedizioni sono uscite in tutto il mondo dal 13 luglio 2018.

## Trama
Captain Toad e Toadette trovano una Super Stella durante una caccia a tesori e decidono di custodirla, tuttavia la loro avventura viene mandata a monte da Wingo, una gazza ladra dalle dimensioni enormi intento a rubarsela. Toadette cerca inutilmente di fermarlo (e Capitan Toad non è nelle condizioni migliori per aiutarla), infatti questi la rapisce. Di conseguenza la vicenda si articola differentemente: Captain Toad dovrà partire per salvare l'amica, ma, non appena riesce a concludere positivamente la missione, viene rapito. Così Toadette sarà impegnata a salvarlo, ma viene rapita nuovamente lasciando libero Captain Toad. Dopo molte sfide Captain Toad riuscirà a sconfiggere definitivamente Wingo e salva Toadette con la quale torna a casa. Durante il ritorno tuttavia Captain Toad lascia Toadette seguendo una Stella Verde che lo porta proprio al tubo riparato da Mario e Luigi in Super Mario 3D World poco prima di partire con la Principessa Peach e Toad blu per salvare il Regno delle Princifate da Bowser: da ciò si comprende che il titolo giocato è un prequel di Super Mario 3D World. 
Nelle versioni per Nintendo Switch e Nintendo 3DS, la Stella Verde da cui insegue Toad nel finale, è sostituita dalla Odyssey, la nave volante in cui viaggiano Mario e Cappy in Super Mario Odyssey e il posto in cui si fermano è Tostalandia, ancora mezza ghiacciata: questo comprende che queste versioni sono prequel di Super Mario Odyssey e sequel della prima versione, e quindi l'avventura giocata in quelle versioni, potrebbe essere la stessa avventura di Captain Toad e Toadette, però in stile Déjà-vu.

## Personaggi principali
- Captain Toad: è il protagonista in assoluto. Egli è il capitano della Truppa Toad, ancora incapace di saltare.
- Toadette: è l'amica di Captain Toad e personaggio secondario nelle avventure di Mario. Una volta che verrà salvata da Captain Toad sarà sbloccata dal giocatore come personaggio giocabile.
- Wingo: è il boss principale del gioco. È una gazza ladra alta circa 10 metri che indossa un turbante bianco. La sua passione è rivolta in particolare agli oggetti luccicanti, soprattutto le Super Stelle.

## Modalità di gioco
Il gameplay del titolo riprende lo stesso tema dei titoli 3D e 2D che hanno visto Mario protagonista, con l'unica differenza che il personaggio controllato dal giocatore non potrà saltare in quanto sarà possibile concludere un livello esplorandone l'area proposta circondata da nemici, molti tra i quali sono quelli apparsi nella serie di Mario. Per sconfiggerli, a causa della scarsa presenza di Power-up, sarà possibile fare particolarmente uso di strumenti, come il Super Piccone o Rape (già apparse in Super Mario Bros. 2). Per concludere un livello il giocatore dovrà arrivare al traguardo segnato da una Stella. Sempre nel percorso il giocatore potrà trovare diamanti che permetteranno di sbloccare aree giocabili.

### Aggiornamento per Nintendo Switch
Nel Nintendo Direct del 13 febbraio 2019, è stato annunciato un update del gioco che include l'introduzione della modalità 2 giocatori e un'espansione di 5 livelli inediti (per un totale di 18 nuove sfide). Quest'ultima è disponibile dal 14 marzo 2019.

## Amiibo
Nintendo ha comfermato l'utilizzo degli Amiibo in Captain Toad: Treasure Tracker eseguendo l'aggiornamento del 20 marzo 2015, Tuttavia, è stato solo confermato l'Amiibo di Toad in questo gioco che se sbloccato, si sbloccherà un minigioco dove si dovrà cercare delle figure di Toad ad 8-bit. Inoltre, con tutti gli altri Amiibo si possono ottenere un numero limitato di vite extra. Al raggiungimento del limite, è possibile ottenere altre vite solo dopo un determinato periodo di tempo (circa qualche ora).

## Streetpass
In Streetpass esiste un puzzle ispirato a questo gioco.